# Благов, Николай Николаевич
Николай Николаевич Бла́гов (1931—1992) — русский советский поэт и журналист.

## Биография
Николай Благов родился 2 января 1931 года в городе Ташкенте. В пятилетнем возрасте Николай научился у матери грамоте и пристрастился к чтению.
Его отец Николай Гаврилович Благов был крестьянином деревни Андреевка Чердаклинского района Ульяновской области. В Ташкенте проходя военную службу, встретил свою любовь. Мать Евдокия Ивановна Вершинина росла в семье дяди в селе Русском Качиме Пензенской области. Жизнь была голодной, а Ташкент манил хлебом. В 1928 году Евдокия уехала в Ташкент, где и познакомилась с Николаем. Но семейная жизнь была недолгой. Осенью 1930 года её муж заболел тифом и умер. Коля Благов родился уже после смерти отца. Мать поэта написала в Андреевку матери покойного мужа Секлетинье Ивановне. Свекровь позвала их жить к себе.
Детство и юность будущего поэта прошли в деревне Андреевке Чердаклинского района Ульяновской области. Здесь он окончил начальную школу, после чего продолжил обучение в Крестово-Городищенской средней школе. Затем — факультет русского языка и литературы Ульяновского пединститута.
Первой наставницей Коли была бабушка Секлетинья Ивановна. Она не знала грамоты, но помнила много сказок, которые так любил внук. Благодаря бабушке Николай с детства «пропитался» народным языком. В 1943 году Николай Благов и его бабушка заболели ангиной. Николай вскоре выздоровел, а вот бабушки вскоре не стало. Она завещала внуку избу, корову и остальное имущество. Память о ней воплотилась в образы вдов и осиротевших матерей из многих стихотворений поэта («Никогда не забуду я…», «Слушаю: сколько добра в русской токует природе…», «Памятник» и других) и наиболее ярко в облик бабушки Ивановой из поэмы «Волга»: «У неё глаза-то совсем уж пропали, Просто часто мигают две крупных слезы.»
В студенческие годы Н. Н. Благов начинает писать стихи. После окончания института он работает в газете «Ульяновский комсомолец», в которой в мае 1956 года была опубликована поэма «Волга». За эту поэму Благов удостоился звания лауреата Всемирного фестиваля молодёжи и студентов в Москве в 1957 году.
С весны 1983 года Н. Н. Благов — главный редактор журнала «Волга», органа Союза писателей РСФСР и Саратовской писательской организации.
Всего издал 18 сборников стихотворений.
Был знаком с живописцем Аркадием Пластовым.
Н. Н. Благов умер 27 мая 1992 года в Ульяновске. Похоронен в с. Крестово-Городище Чердаклинского района Ульяновской области.

## Память

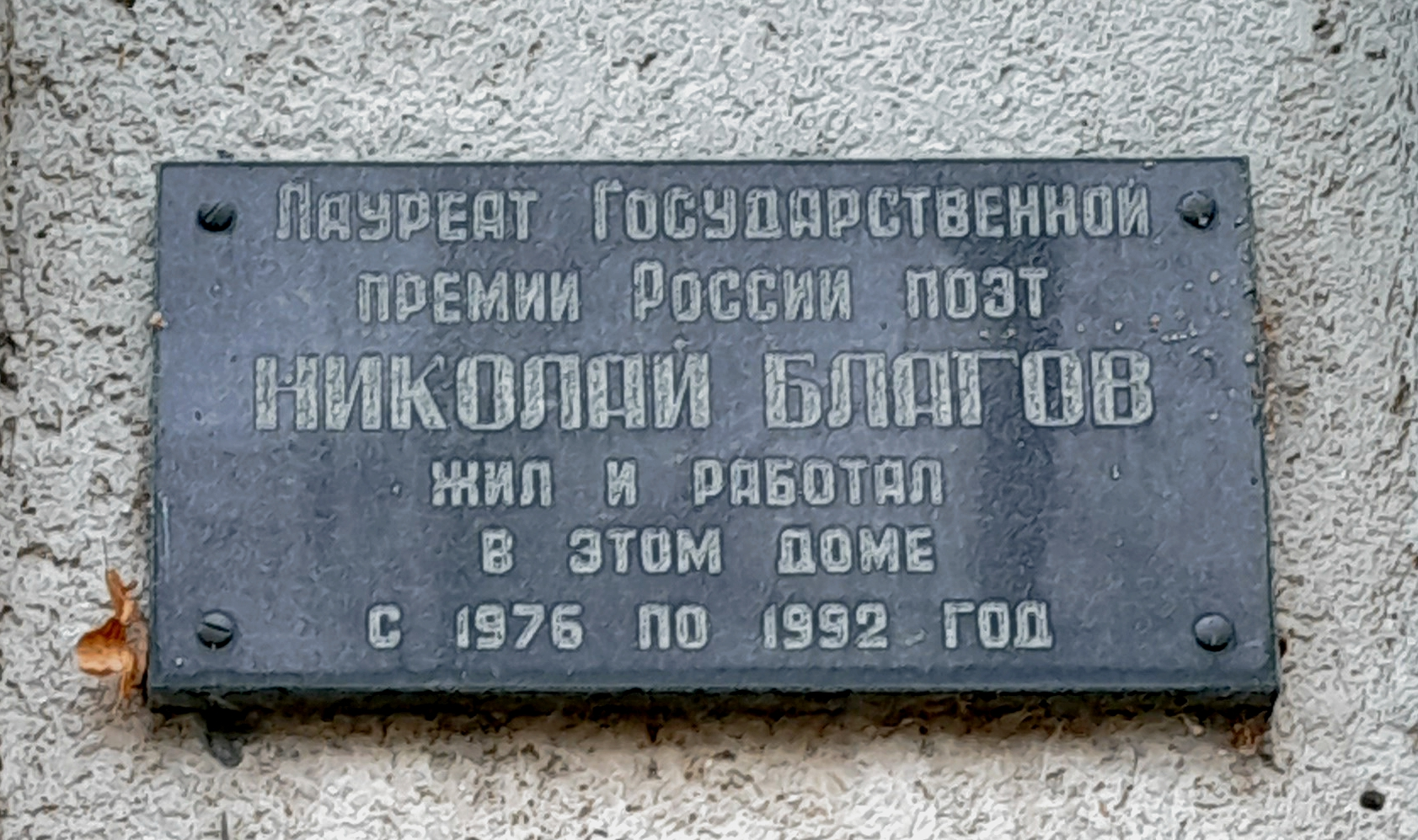
Мемориальная табличка Н. Благову.

- Мемориальная табличка Н. Благову.На стене дома с квартирой Благовых в Ульяновске (улица Матросова, 5), 19 августа 1994 года установлена мемориальная табличка, с текстом: «Дом, в котором с 1976 по 1992 жил и работал поэт Николай Благов»[1].
- 22 февраля 2006 года Андреевской средней школе было присвоено имя поэта Николая Николаевича Благова.
- улица Поэта Благова в посёлке Винновка (Ульяновск).
- В 2012 году Постановлением Правительства Ульяновской области была учреждена ежегодная областная поэтическая премия имени Н. Н. Благова[2].

## Награды и премии
- Государственная премия РСФСР имени М. Горького (1983) — за книгу стихов и поэм «Поклонная гора»
- Лауреат VI Всемирного фестиваля молодёжи и студентов в Москве (1957) — удостоен диплома лауреата и серебряной медали за второе место в литературном конкурсе.

## Творчество
Поэмы
- «Волга»
- «Изба»
- «Тракт»
- «Тяжесть плода»

Стихотворные сборники
- «Ветер встречный» (1955)
- «Волга» (1958)
- «Денница» (1959)
- «Глубинка» (1960, Москва)
- «Маковое поле» (1962)
- «Просыпаются яблони» (1963)
- «Имя твоё» (1968, Саратов)
- «Звон наковальни» (1971, Москва)
- «Ладонь на ладони» (1973, Москва)
- «Поклонная гора» (1975, 1979, 1984)
- «Стихотворения» (1977, Москва)
- «Свет лица» (1981, Москва)
- «Было – не было» (1981, Саратов)
- «Створы» (1985, Саратов)
- «Жар-слово» (1991, Саратов)
- «Тяжесть плода» (2006, Самара)

## Сохранение наследия
- С 2012 года в Ульяновске вручается ежегодная областная поэтическая премия имени Н.Н. Благова  для молодых авторов (в возрасте до 40 лет) по трём видам номинаций:
  - «Художественное мастерство и верность традициям Николая Благова»;
  - «Край мой на Волге»;
  - «Молодёжная номинация».
- В 2016 году Ульяновский композитор Антон Никонов написал симфоническую поэму "Волга" по одноименной поэме в стихах Николая Благова, а также оригинальную транскрипцию для чтеца в сопровождении фортепиано, в виде мелодекламационных сцен.